# Roberto Siorpaes (bobbista)
Roberto Siorpaes (26 novembre 1964) è un bobbista italiano, figlio della sciatrice olimpionica Yvonne Rüegg e nipote dei bobbisti Gildo e Sergio Siorpaes.
Roberto compete a livello agonistico nel bob dalla fine degli anni ottanta, ricevendo discreti successi sia in campionato italiano, sia in coppa europa. Inoltre è maestro di sci, e compete a in moltissime manifestazioni sportive, detiene il titolo dei campionati italiani di sci ANA della sua categoria.
Vive a Cortina d'Ampezzo con la moglie Violetta Caldart, allenatrice ed ex giocatrice di curling.